# ساحل الصومال
يطل الساحل الصومالي على كل من خليج عدن في الشمال ومضيق جواردفوي في الشمال الشرقي والمحيط الهندي في الشرق، ويبلغ الطول الإجمالي للخط الساحلي حوالي 3333 كم ما يمنح البلاد أطول خط ساحلي في البر الرئيسي لقارة أفريقيا، وتمتلك البلاد ثاني أطول خط ساحلي في كل أفريقيا، بعد مدغشقر (4828 كم).
ينقسم الساحل عمومًا إلى جزأين، السواحل الشمالية والشرقية، ويفصل بينهما طرف القرن الأفريقي المعروف باسم كيب جواردافوي، وتقع العاصمة الصومالية مقديشو، في جنوب البلاد على الساحل الشرقي للصومال، ويطل الساحل الشمالي على خليج عدن شمالا و قناة جواردافوي (شمال شرق) والمحيط الهندي شرقا، يلعب الخط الساحلي دورًا رئيسيًا في الحفاظ على اقتصاد البلاد من خلال الصيد والتجارة. ويلتقي الطرف الشمالي من الساحل بجيبوتي في الغرب ويلتقي الطرف الشرقي بكينيا في الجنوب، و يوجد عدد من الجزر بالقرب من المناطق الساحلية، ويقع رأس عسير (رأس جواردافوي) في أقصى نقطة في شرق الصومال، كجزء من مضيق غواردافوي في خليج عدن. 

## المعالم الجغرافية
يتسم الساحل الصومالي بظروف مختلفة على امتداد طوله، لكونه ثاني أطول خط ساحلي في إفريقيا، وعليه فإن هذا الخط الساحلي هو الخط الساحلي الشرقي لقارة أفريقيا، ويضم جزءًا من الساحل الشمالي الغربي للمحيط الهندي، وهو أقرب خط ساحلي إلى جزيرة سقطرى، اليمنية، ويمتد جرفها القاري على مساحة 32500 كيلومتر مربع ويمتد الساحل الشمالي من جيبوتي إلى شرق الصومال، ويمتد الساحل الشرقي من الشمال الشرقي إلى الجنوب الغربي للصومال وصولا إلى كينيا.